# Batalla de El Número
La Batalla de El Número fue un importante enfrentamiento militar librado durante los años posteriores a la independencia dominicana, el 17 de abril de 1849, cerca de Azua de Compostela. Entre tropas dominicanas, una parte del ejército del Sur, dirigidas por el general Antonio Duvergé, encontró una fuerza que excedía en número a las tropas dominicanas con 15.000 soldados del ejército haitiano dirigidos por el general Jean Francois Jeannot, enviados por el emperador Faustino I de Haití (Faustin Soulouque) a reconquistar el oeste de La Española.